# Патинко

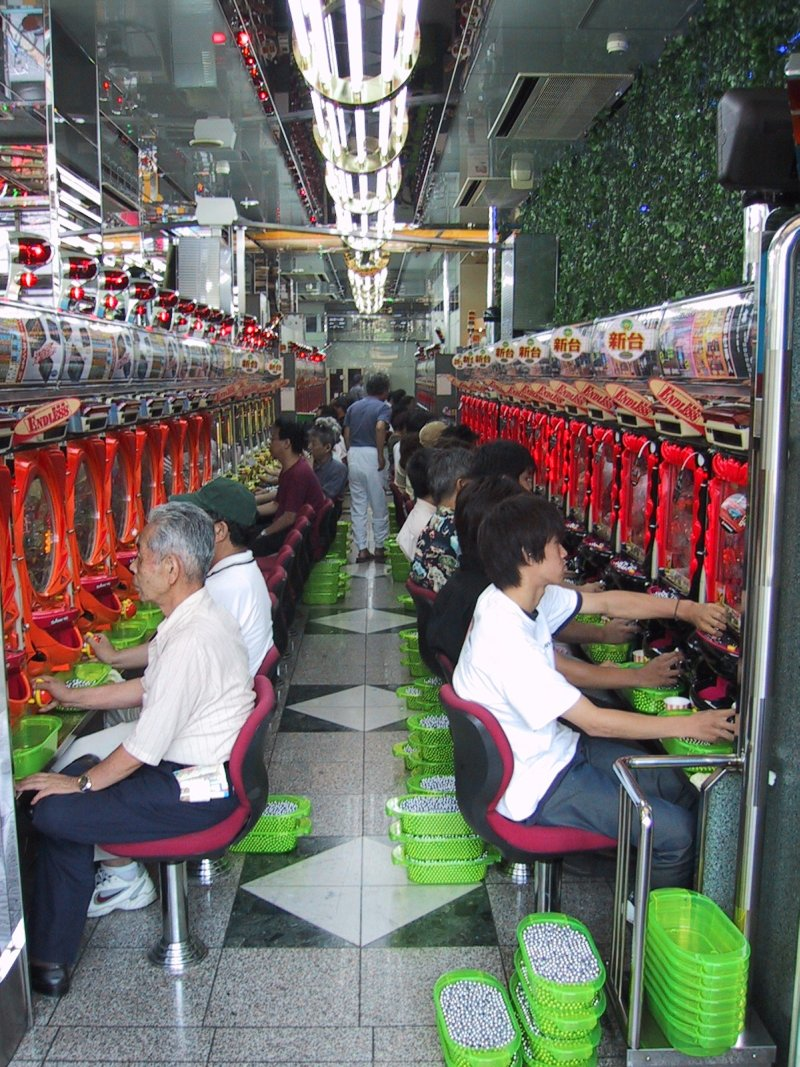
Игроки в патинко

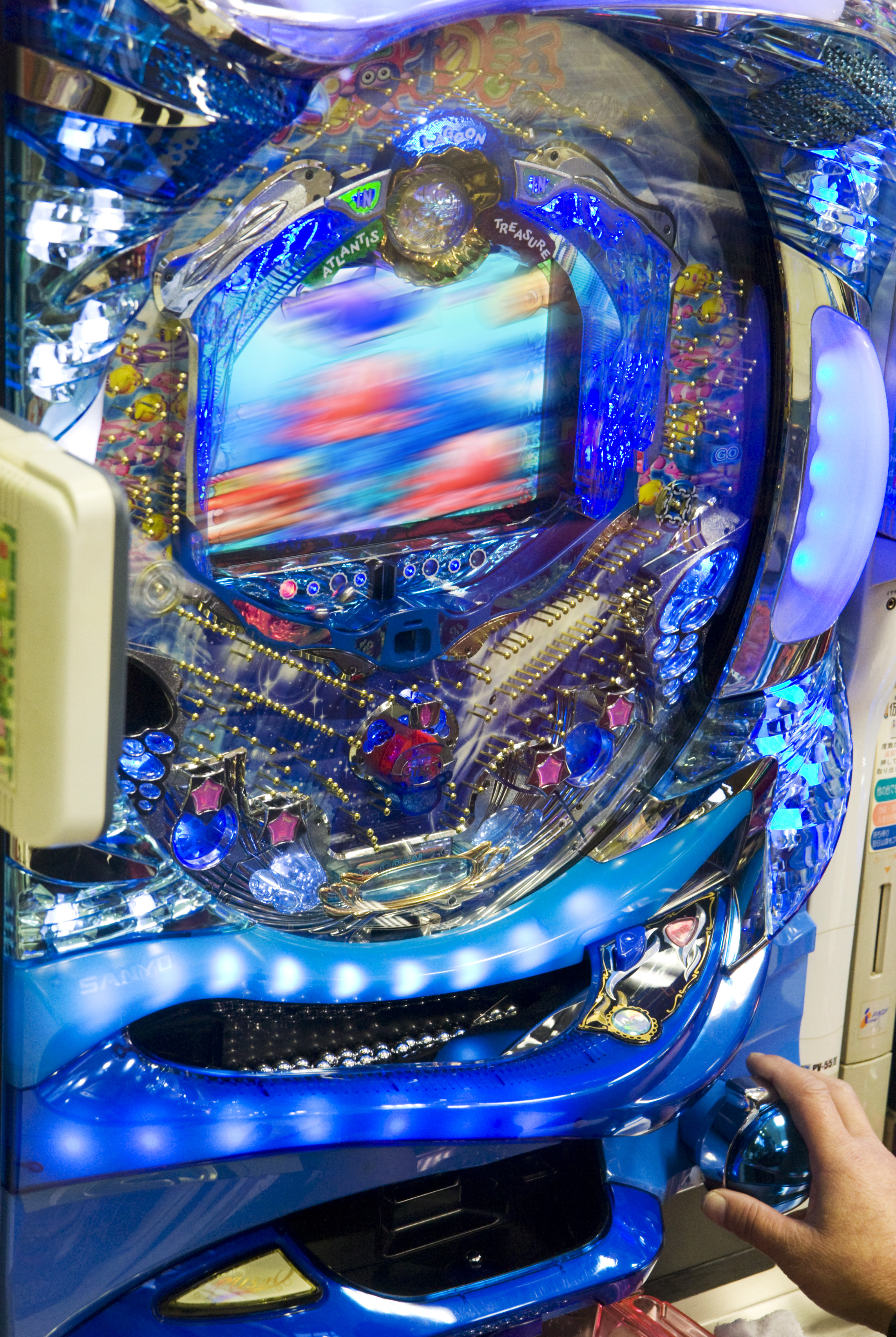
Автомат патинко

Пати́нко (яп. パチンコ) — игровой автомат, представляющий собой промежуточную форму между денежным игровым автоматом и вертикальным пинболом, необычайно популярен в Японии из-за особенностей местного законодательства.
Салоны патинко обычно включают в себя несколько игровых автоматов (называемых патисло или патислот), поэтому эти заведения выглядят и работают так же, как казино. Современные автоматы патинко имеют как механические, так и электрические компоненты.
Выигранные в игре шарики нельзя обменять на деньги в игровом салоне, их нельзя вынести из помещения или обменять между салонами. Однако их можно легально обменять в салоне на так называемые «специальные призовые» жетоны (яп. 特殊景品), которые, в свою очередь, можно продать за деньги покупателю вне салона. Эти покупатели затем продают жетоны обратно в салон.
К 1994 году рынок патинко в Японии оценивался в ¥30 триллионов (почти $300 млрд). В 1999 году доходы от салонов патинко составили 5,6 % от ВВП Японии в размере ¥500 триллионов, в них работало более 330 000 человек, 0,52 % от всех занятых в Японии. Считается, что в среднем около 85 % денег, потраченных клиентами в салонах патинко, возвращаются обратно, поэтому доходы салонов патинко составляют около 15 % от статистической суммы. По данным на 2015 год, японский рынок патинко приносит больше доходов от азартных игр, чем рынок Макао, Лас-Вегаса и Сингапура вместе взятые. Серый рынок патинко и огромные прибыли исторически привели к проникновению в него якудза, которые использовали его как средство для отмывания денег и рэкета. Однако с 1990-х годов эта проблема стала менее актуальной благодаря полицейским рейдам. В 2018 году в мире насчитывалось более 7 миллионов автоматов патинко, более половины из них — в Японии. К концу 2019 года количество автоматов патинко в Японии сократилось примерно до 2,5 миллиона.

## История
Впервые машины Pachinko были построены в 1920-х годах как детская игрушка под названием «Коринфская игра» (コリントゲーム, korinto gēmu), основанная и названная в честь американского «Коринфского багателя». Другим вероятным вдохновением был «Японский бильярд» (фр. Billard japonais), изобретенный в Западной Европе в XVIII веке. Он появился в Нагое около 1930 года и распространился оттуда. Все японские салоны патинко были закрыты во время Второй мировой войны, но вновь появились в конце 1940-х годов. С тех пор популярность патинко сохранилась; первый коммерческий салон был открыт в Нагое в 1948 г. Как страна, находившаяся под влиянием Японии во время её оккупации, Тайвань имеет множество заведений по продаже патинко. В настоящее время, по оценкам, 80 процентов салонов по продаже патинко в Японии принадлежат этническим корейцам. В 2001 г. британская компания BS Group купила долю в «Токио Плаза», которая управляла почти 20 салонами во всей Японии, а также открыла салоны в Великобритании.
До 1980-х гг. машины-патинко представляли собой механические устройства, использующие колокольчики для обозначения различных состояний машины. Электричество использовалось только для вспышек света и для обозначения проблем, таких как машина, опорожненная шариками. Шарики запускались с помощью ластика; их скорость регулировалась путем опускания ластика вниз на различные уровни. Производителями в этот период были Nishijin и Sankyo; большинство из этих машин, доступных на сайтах онлайн-аукционов, сегодня датируются 1970-ми годами. После этого времени машины с патинко включали в себя больше электронных функций, поэтому для их работы требовалось электричество.

## Как функционирует патинко
Игрок покупает некоторое количество (обычно сотни или даже тысячи) маленьких металлических шариков, засыпает их сверху в прибор, после чего может регулировать предназначенным для этого рычагом скорость выстреливания шариков на игровое поле. Поток шариков сыпется вниз сквозь лабиринт штырей, каналов и заслонок. Бо́льшая часть шариков пропадает впустую, однако один из них всегда попадает в специальное отверстие, что приводит к тому, что:
- выдаётся определённое количество новых шариков,
- лабиринт перестраивается на короткое время таким образом, что вероятность выигрыша возрастает,
- запускается механизм, установленный в центре игры и напоминающий игровой автомат, который выбрасывает различающийся от раза к разу выигрыш в виде новой порции шариков.

Ранние автоматы патинко были чисто электромеханическими и не имели дополнения в виде игрового автомата. Последнее, к тому же, сначала имело форму классической трёхроллерной системы, но в наши дни становится всё сложнее за счёт массового использования компьютеров и выдаёт игровые события прямо. Место механических указателей заняли жидкокристаллические дисплеи, на которых иконками и самыми разными символами рассказываются частично верные небольшие истории, заканчивающиеся успехом (выигрышем) или поражением.
Азартные игры на деньги в Японии запрещены законом, но широкая популярность патинко в японском обществе позволила создать лазейку в законодательстве, позволяющую ему существовать. Выигранные в игре шарики нельзя обменять непосредственно на деньги в игровом салоне, их нельзя вынести из помещения или обменять между салонами. Однако их можно легально обменять в салоне на так называемые «специальные призовые» жетоны (яп. 特殊景品), которые, в свою очередь, можно продать за деньги покупателю вне салона. Эти покупатели (якобы независимые от владельца салона, но часто его сотрудники) затем продают жетоны обратно в салон по той же цене, что и заплатили за них, плюс небольшая комиссия, что создает прибыль, технически не нарушая закон.
Игровые залы патинко с десятками, порой сотнями автоматов можно увидеть повсюду в Японии. Залы всегда красочно оформлены, прокурены и наполнены несмолкающим шумом из-за грохота шариков и различных объявлений, озвучиваемых через громкоговорители.
Мужчины и женщины играют в патинко на равных, существует даже манга-журнал, который занимается исключительно темой патинко.

## Наносимый ущерб
Подобно любой азартной игре, патинко может вызывать зависимость. Известны случаи, когда игроки лишались работы и семьи из-за своего пристрастия к патинко. Игра очень популярна в Японии и её популярность постоянно растёт.
В последнее время в прессе появляется всё больше статей, рассказывающих о маленьких детях, оставленных своими страдающими «патинкоманией» матерями в машинах на парковках рядом с игровыми залами и задохнувшихся там. За несколько лет таким образом только от тепловых ударов погибло 18 детей. Один ребёнок погиб под колёсами автомобиля, так как был оставлен на стоянке без присмотра. Во избежание подобных происшествий некоторые парковки постоянно патрулируются полицией.